# Wanda Lichnowska
Wanda Lichnowska, z domu Hull (ur. 13 czerwca 1929 w Rączynie) – polska siatkarka, reprezentantka Polski, trenerka siatkówki, nauczycielka wychowania fizycznego.

## Życiorys
Urodziła się jako córka Władysława i Domiceli Hull. Po wybuchu II wojny światowej w okresie okupacji niemieckiej przebywała w Tuligłowach i tam pobierała naukę w szkole podstawowej. Następnie uczęszczała do gimnazjum i liceum ogólnokształcącego w Jarosławiu. W okresie szkolnym była reprezentantką województwa rzeszowskiego na spartakiadach, w tym jako maturzystka w 1949 we Wrocławiu. Uprawiała zarówno lekką atletykę jak i piłkę siatkową. Po zdaniu egzaminu dojrzałości studiowała na Akademii Wychowania Fizycznego Józefa Piłsudskiego w Warszawie od 1949 do 1952. W czasie studiów była zawodniczką siatkarskich zespołów Spójni Warszawa i AZS AWF Warszawa oraz była kadrowiczką reprezentacji Polski.
Również podczas studiów poznała późniejszego męża Edwarda (ur. 1929), ukończyła AWF rok po nim, po czym oboje latem 1952 zdecydowali się osiedlić w Sanoku, wybierając to miasto jako najdogodniejsze z kilku innych możliwych do zamieszkania. Tam pracowała jako nauczycielka wychowania fizycznego w Liceum Pedagogicznym od 1952 do 1958, następnie była kierowniczką Ośrodka Metodycznego Wychowania Fizycznego w Inspektoracie Oświaty w Sanoku oraz nauczycielką wychowania fizycznego w Szkole Podstawowej nr 1 w Sanoku. Pracę magisterską obroniła w 1961. Od 1959 do 1984 pracowała jako nauczycielka wychowania fizycznego w sanockich szkołach mechanicznych (późniejszy Zespół Szkół Mechanicznych). Początkowo wraz z mężem trenowali zawodników w sportach narciarskich (w biegach, skokach i kombinacji norweskiej). Z czasem Wanda Lichnowska została trenerką drużyn siatkarskich w szkole (od 1958 trenująca zespół Szkolnego Zrzeszenia Sportowego) oraz szkoleniowcem Międzyszkolnego Klubu Sportowego „Zryw” Sanok (w latach 1959-1974), z którym zdobyła złoty medal mistrzostw juniorów okręgu rzeszowskiego w 1961. Wraz ze szkolnym zespołem siatkarskim zajęła drugie miejsce w Pucharze Miast w 1961. Z drużyną młodzików dotarła do półfinału MP. W kwietniu 1968 drużyna Zrywu wygrała turniej półfinałowy o mistrzostwo chłopców ze szkół średnich Szkolnych Związków Sportowych, po czym na początku maja 1968 w finałach w Lublinie wywalczyła brązowy medal. Prowadzona przez Wandę i Edwarda Lichnowskich drużyna Zrywu, złożona z uczniów ZSM, w styczniu 1969 zdobyła mistrzostwo juniorów okręgu rzeszowskiego, w lutym 1969 wygrała turniej półfinałowy rozegrany w Sanoku, po czym w marcu 1969 zwyciężyła w turnieju finałowym w Przemyślu zdobywając złoty medal mistrzostw Polski juniorów w 1969 (w decydującym meczu Zryw pokonał MKS MDK Warszawa 3:2) (w składzie zespołu był m.in. Krzysztof Kosim). Równolegle drużyna MKS Zryw Sanok w sezonie 1968/1969 zdobyła mistrzostwo ligi okręgowej. Prócz szkolnego zespołu siatkarakiego chłopców trenowała w ZSM drużynę dziewcząt w tej dyscyplinie oraz prowadziła zespół taneczny w szkole.
Wanda Lichnowska uzyskała tytuł trenera II (przed 1971), później I klasy. Po tym jak MKS Zryw został wcielony przez wielosekcyjny klub Stal Sanok, Wanda Lichnowska została w nim trenerką juniorów. W sezonie 1976/1977 prowadzona przez nią drużyna Stali zdobyła mistrzostwo ligi wojewódzkiej i przystąpiła do rywalizacji o prawo gry w II lidze. W sezonie 1984/1985 była trenerką seniorskiego zespołu mężczyzn Stali Sanok w III lidze. W 1985 zasiadła w sądzie koleżeńskim ZKS Stal Sanok. W niepełnym wymiarze godzin była także zatrudniona w Zespole Szkół Ekonomicznych w Sanoku.
W 1984 odeszła na emeryturę (w tym samym roku emerytem został jej mąż, także nauczyciel wychowania fizycznego w ZSM), aczkolwiek pracowała jeszcze do 1992 w formie półetatowej. W 1993 była współzałożycielem klubu Volleyball Club Sanok i pełniła w nim rolę koordynatora trenerów (tradycje siatkarskie w Sanoku podjął założony w 2004 Towarzystwo Sportowe Volleyball (TSV) Sanok. Wraz z mężem została działaczem sportowym, także na rzecz narciarstwa. Doczekali się dwóch córek.

## Sukcesy sportowe
Zawodnicze klubowe
- Złoty medal mistrzostw Polski: 1952 z AZS AWF Warszawa

Szkoleniowe
- Złoty medal mistrzostw Polski juniorów: 1969 z MKS Zryw Sanok

Wyróżnienia
- „Honorowa Trybuna Trenerów” – grono dziesięciu najlepszych dziesięciu trenerów-wychowawców w Polsce, wybranych w akcji Związku Młodzieży Socjalistycznej, Polskiego Komitetu Olimpijskiego i redakcji „Sztandaru Młodych” (1971)[23][24]
- Nagroda Ministra Oświaty i Wychowania
- Wyróżnienie z okazji 10-lecia istnienia klubu TSV Sanok (2014)[25]

## Odznaczenia
- Krzyż Kawalerski Orderu Odrodzenia Polski (1983)[26]
- Złoty Krzyż Zasługi (1974)
- Srebrny Krzyż Zasługi (1970)
- Odznaka Honorowa za Zasługi w Sporcie Szkolnym
- Odznaka Stulecia Polskiego Sportu
- Złota Honorowa Odznaka Polskiego Związku Piłki Siatkowej
- Brązowe Odznaczenie im. Janka Krasickiego (1971)[27]
- Odznaka „Zasłużony dla Sanoka” (1983)[28]